# ZV De Ham ZC
Zwemvereniging De Ham is een sportvereniging uit Krommenie sinds 1924. De waterpolo teams van de Heren en de Dames komen sinds 1993 uit op het hoogste niveau van de KNZB.

## Geschiedenis
Zwemvereniging De Ham is opgericht op 13 augustus 1924 in Krommenie. De naam van de vereniging is afgeleid van de plas waar in 1924 een openluchtzwembad (bad en zweminrichting) werd gebouwd door het Witte Kruis. Het doel van de vereniging was om de zwemsport in het algemeen te promoten. Leden van de Ham  ondersteunden ook startende verenigingen in plaatsen zoals Assendelft, Uitgeest en Heemskerk.
Bij de oprichting bestond de vereniging uit 20 leden onder leiding van het bestuur, onder leiding van de heer F.H. Bruins en Jb Buys. De vereniging organiseerde veel wedstrijden in het zwembad, maar ook in de nabijgelegen Nauernasche vaart in Krommenie. Uit krantenartikelen uit die tijd blijkt dat de populariteit van de wedstrijden blijkt uit het feit dat er soms wel 400-500 mensen kwamen kijken. Ze stonden bekend als "Volkszwemwedstrijden".
Naast zwemwedstrijden begon De Ham al vanaf de oprichting met herenwaterpolo, waarbij ze in de zomermaanden veel moesten reizen voor de competitie. Het herenteam van De Ham speelde bijvoorbeeld al in 1935 tegen BZZ in Zwolle. Vanaf 1936 was er ook een wintercompetitie omdat de eerste overdekte zwembaden beschikbaar waren gekomen.
De lokale middenstand en industrie, zoals de weverijen van firma Leijden, hebben bijgedragen aan de opbouw van de vereniging door faciliteiten en financiële steun te bieden. De contributie voor de eerste jaren was vastgesteld op 1 gulden. Daarmee mochten leden gedurende de zomermaanden drie avonden per week gebruikmaken van het zwembad in De Ham.
Tijdens de oorlogsjaren was het zwembad in De Ham open en werd er veel gebruik van gemaakt. In de wintermaanden werden er activiteiten georganiseerd, zoals filmavonden en voordrachten.
Tot 1958 werd het zwembad en de badinrichting gebruikt. Jaarlijks waren er discussies met het Witte Kruis over de exploitatie en de tekorten. Van de zwemvereniging werd een aanzienlijke bijdrage verwacht voor de exploitatie, met name voor het onderhoud. De badmeester, de heer Piet Schuitemaker, was zelf ook actief lid van de vereniging, net als zijn broer Barend.
In 1958 werd het zwemwater van het zwembad afgekeurd vanwege de slechte kwaliteit, mede veroorzaakt door een nabijgelegen nertsfokkerij en de slechte hygiëne binnen het zwembad zelf.
Zonder een 'eigen' zwembad maakte de vereniging tot 1965 gebruik van het zwembad De Dolfijn in Assendelft en het zwembad in Beverwijk, waarvoor een busdienst tussen Wormerveer en Krommenie werd opgezet. Ondanks deze beperkingen bleef de vereniging levensvatbaar dankzij de inzet van het bestuur.
Op 17 juni 1965 werd in Krommenie een nieuw zwembad genaamd "De Crommenije" geopend na jarenlange inzet, mede door het bestuur van de vereniging, met name de heer Piet Schuitemaker en de heer Jacob Kan.
Na 1970 kon de vereniging gebruik maken van het overdekte zwembad "De Watering" in Wormerveer. Dit markeerde een nieuwe fase voor De Ham. Het aantal leden groeide significant tot ongeveer 500. In eerste instantie was het vooral de zwemafdeling die de groei veroorzaakte.
Onder leiding van Nel Bos en haar opvolger Rinus van Beek werd een succesvolle zwemselectie opgezet die dagelijks kon trainen en al snel, dankzij enkele talentvolle zwemmers, tot de top van Nederland behoorde.
Onder leiding van het bestuur, geleid door Paul Hoogerwerf, werd niet alleen ingezet op de groei van het zwemmen, maar ook op de groei van waterpolo. Een goede samenwerking tussen de Zaanse zwembaden en de zwem- en waterpoloverenigingen maakte het mogelijk om schoolwaterpolotoernooien te organiseren. Dit legde mede de basis voor het latere succes van het waterpolo, vooral ook in combinatie met het aanstellen van een hoofdtrainer voor het waterpolo, de heer Thom Lewis.
Eind jaren zeventig verminderde het aantal leden dat zich zuiver en alleen bezighield met zwemmen. Dit vanwege de hoge kosten van het badwater en de problemen om geschikte trainers te vinden. In het midden van de jaren 70 waren de open water (lange afstand) wedstrijden populair.
In de jaren 80 promoveerden de dames- en heren waterpoloselecties van kring en districts naar bonds niveau in Nederland. Sindsdien is De Ham een vaste waarde in het nationale waterpolo. In 1982 werd er een eigen clubhuis genaamd "Het Klubhois" bij het zwembad gerealiseerd om de verbinding binnen de vereniging te stimuleren.
Om verdere groei te faciliteren en ruimte te bieden aan topsport waterpolo, stelde het toenmalige bestuur het eerste “De Ham 2000” -beleidsplan voor de vereniging op in 1989. Hierbij lag de nadruk op groei vanuit de basis door middel van het opleiden van vrijwillig kader en het stimuleren van de zwemsport in de Zaanstreek Noord.
In 1990 promoveerden de dames naar de Hoofdklasse van de KNZB en in 1993 volgden de heren. In 1992 kwam zustervereniging "Het Zwet" in Wormer in financiële problemen, en De Ham bood alle leden van Het Zwet aan om over te stappen. Hierdoor kwamen ongeveer 80 leden bij De Ham, en als eerbetoon aan "Het Zwet" werden de letters "zc" (zwet combinatie) toegevoegd aan de naam van de vereniging.
De waterpoloselecties handhaafden zich vanaf de jaren 90 op het hoogste niveau en er werden veel internationale activiteiten ontplooid (VS, Servië, Spanje, Kroatië). Tegelijkertijd nam het aantal succesvolle jeugdteams, dankzij de hoge kwaliteit van het kader toe, waardoor ze deelnamen aan nationale kampioenschappen en verschillende jonge waterpolospelers werden geselecteerd voor nationale teams.
In december 2017 sloot zwembad De Watering in Wormerveer, en in januari 2018 werd een nieuw zwembad genaamd "De Crommenije" geopend in Krommenie. Hiermee was de vereniging weer thuis, zonder een eigen clubhuis.